# Maya Zapata
Maya Zapata (Oaxaca, 30 novembre 1981) è un'attrice messicana.
Tra le principali pellicole in cui ha interpretato il ruolo da protagonista, vi sono De la calle (2001) e Morirse en domingo (2007) per i quali ha ricevuto rispettivamente i premio Ariel e la Diosa de Plata come migliore attrice, così come per Casi divas (2008), La misma luna (2008), Bordertown (2008) con Antonio Banderas, All Inclusive (2008), Morenita (2008) e Los misadaptados (2009).

## Filmografia parziale
- Old Gringo - Il vecchio gringo (1989)
- De la calle (2002)
- Bordertown (2006)
- La stessa luna (2007)
- Eisenstein in Messico (2015)

## Riconoscimenti
- Premio Ariel
  - 2002 – Miglior attrice per De la calle[1]